# نودا (تگزاس)
نودا، تگزاس (به انگلیسی: Nevada, Texas) یک شهر در ایالات متحده آمریکا با جمعیت ۸۲۲ نفر است که در تگزاس واقع شده‌است.

## موقعیت جغرافیایی
موقعیت جغرافیایی شهرها و مناطق اطراف به شرح زیر است: